# Airheads
Airheads és una pel·lícula estatunidenca dirigida per Michael Lehmann, estrenada el 1994.

## Argument
Chazz, Rex i Pip volen fer conèixer el grup de rock que formen ells tres. Armats de pistoles d'aigua omplertes de Tabasco, amenacen els animadors d'una emissora de ràdio local especialitzada en rock per tal que difonguin el seu casset de demostració.

## Repartiment
- Brendan Fraser: Chester 'Chazz' Darvey
- Steve Buscemi: Rex
- Adam Sandler: Pip
- Adam Sandler: Kayla
- Nina Siemaszko: Suzzi
- Joe Mantegna: Ian
- Ernie Hudson: Sergent O'Malley
- Michael McKean: Milo
- Judd Nelson: Jimmie Wing
- Chris Farley: Off. Wilson
- White Zombi: Ells mateixos
- Lemmy Kilmister: Ell mateix

## Crítica
Potser el món rock and roll ha satiritzat massa minuciosament i és hora de la paròdia, però "Airheads" no és prou divertida per parlar-ne, de paròdia: explica què passa quan tres imitadors d'estrelles de rock branden pistoles de joguina i ocupen una emissora de ràdio, demanant que la seva gravació sigui emesa en antena. La idea té possibilitats anàrquiques, comença de forma prometedora, després dona voltes i voltes i no s'atura.
Amb un repartiment d'actors atraients (uns quants havien treballat a "Saturday Night Live") "Airheads" pot semblar molt més divertida del que és. Havent presentat els personatges i establint la situació bàsica, el director (Michael Lehmann) i guionista (Rich Wilkes) semblen que han fugit a mitja pel·lícula: una vegada que Chazz (Brendan Fraser), Rex (Steve Buscemi) i Pip (Adam Sandler) ocupen l'emissora de ràdio, no tenen demandes reals a fer i la pel·lícula no sap cap a on tirar.